# Germani tetrafluoride
Germani tetrafluoride là một hợp chất vô cơ có thành phần chính gồm hai nguyên tố là germani và flo, với công thức hóa học được quy định là GeF4. Hợp chất này tồn tại dưới dạng thức là một chất khí không màu, được hình thành bằng tạo phản ứng giữa germani với flo hoặc germani dioxide (GeO2) với axit flohydric (HF). Germani đifluoride cũng có thể được tổng hợp bằng phản ứng của germani tetrafluoride với bột germani ở mức nhiệt độ 150–300 ℃.

## Tổng hợp
Germani tetrafluoride có thể được điều chế bằng phản ứng của germani với flo hoặc hydro fluoride:
Ge + 2F2 → GeF4↑
Nó cũng được hình thành trong quá trình nhiệt phân của muối phức BaGeF6:
Ba(GeF6) → GeF4↑ + BaF2

## Tính chất
Germani tetrafluoride là một hợp chất tồn tại dưới dạng thức là một loại khí không cháy, tạo khói mạnh và có mùi tương tự mùi tỏi. Hợp chất này phản ứng với nước để tạo thành hai hợp chất khác là axit flohydric và germani dioxide. Phân tử germani tetrafluoride phân hủy ở nhiệt độ trên 1000 ℃.

## Sử dụng
Kết hợp với đisilan, germani tetrafluoride được sử dụng để tổng hợp SiGe.